# Bisera Turković
Bisera Turković (Sisak, 8. prosinca 1954.), bosanskohercegovačka je diplomatkinja i političarka. Bila je prva veleposlanica ikada imenovana u Bosni i Hercegovini te veleposlanica BiH u Hrvatskoj, Mađarskoj, Sjedinjenim Američkim Državama, Meksiku, Brazilu, Belgiji i u Kataru. Diplomirala je pravo, poslijediplomski studij kriminologije te doktorirala međunarodne odnose. Služila je kao ministrica vanjskih poslova Bosne i Hercegovine u periodu od 2019. do 2023. Članica je SDA.

## Obrazovanje
Godine 1979. diplomirala je na Pravnom fakultetu Sveučilišta u Sarajevu. 
Godine 1987. završila je preddiplomski studij kriminalistike na Philip institutu u Melbourneu, a iduće godine je kriminalistiku i magistrirala na LaTrob Sveučilištu u Melbournu.
Godine 1995. doktorirala je međunarodne odnose na Sveučilištu Pacific Western u SAD-u.

## Karijera
Njezini prvi zadaci veleposlanice bili su u Hrvatskoj (1993. – 1994.), Mađarskoj (1994. – 1996.) i u Stalnoj misiji Bosne i Hercegovine pri Organizaciji za sigurnost i suradnju u Evropi u Beču (1996. – 2000.). Od 2000. do 2001. godine radila je kao ministrica za europske integracije Bosne i Hercegovine, a od 2001. do 2004. godine bila je izvršna direktorica Centra za sigurnosne studije u BiH.
Radila je u Stalnoj misiji Bosne i Hercegovine pri Ujedinjenim narodima i OSCE-u u Beču (2004. – 2005.). Bila je veleposlanica BiH u SAD-u (2005. – 2009.), veleposlanica BiH u Kraljevini Belgiji (2012. – 2015.) te veleposlanica BiH u Katru (2018. – 2019.). U prosincu 2019. postala je ministrica vanjskih poslova Bosne i Hercegovine.

## Privatni život
Jedino je dijete Katarine Kraus i Muharema Rešića.  
Njena je majka iz imućne obitelji koja je živjela u dvorcu Januševac nadomak Zagreba, a otac joj je iz velike obitelji s obzirom na to da je njegov djed imao 32 djece.
Roditelji su joj se rastali kada je bila jako mala, pa je većinu dijetinjstva provela s bakom u Bosanskoj Kostajnici. Majka joj se preselila u Australiju. Kad je krenula u školu, preselila se u Zagreb i živjela s ocem. 
Godine 1973. udala se za Saliha Turkovića i preselila u Sarajevo. Iz tog braka ima troje dijece. Godine 1984. preselila se u Australiju.

## Vanjske poveznice

### Sestrinski projekti
|  | Zajednički poslužitelj ima još gradiva o temi Bisera Turković |

### Mrežna mjesta
- Vijeće ministara Bosne i Hercegovine: Ministrica vanjskih poslova Bisera Turković